# Meja
Meja o Mehja fou una thikana o jagir de la part central de l'antic principat de Mewar, formada per 16 pobles. La capital era el poble de Meja a uns 130 km al nord-est d'Udaipur (ciutat) amb 1027 habitants el 1901. Pagava un tribut de 32000 rúpies al darbar (administració) de l'estat.
La thikana es va crear el 1862. A la mort de Prithwi Singh, rawat d'Amet, sense successió, vers 1860, aquesta thikana fou reclamada per Zalim Singh de Bemali per al seu fill, però el maharana de Mewar, Swarup Singh, li va refusar; poc després Swarup va morir (1861); el maharana següent Shambhu Singh, va permetre a Amar Singh, el fill de Zalim, ocupar Amet i li va donar el títol de rawat, i finalment un any després li va donar la thikana de Meja. La dinastia pertany a la família Chondawat del clan sisòdia dels rajputs. El rawat era considerat noble (thakur) de primera classe a Mewar.

## Llista de rawats
- Amar Singh 1862-1896
- Raj Singh (fill) 1896-?
- Jai Singh ?-1948